# Con Conrad
Con Conrad (født Conrad K. Dober, 18. juni 1891, død 28. september 1938) var en amerikansk sangskriver og producer.

## Biografi
Conrad blev født i Manhattan, New York, og udgav sin første sang "Down in Dear Old New Orleans" i 1912. Conrad producerede Broadwayshowet The Honeymoon Express med Al Jolson i hovedrollen i 1913.
I 1918 skrev og udgav Conrad sange med Henry Waterson. Han medkomponerede "Margie" i 1920 med J. Russel Robinson og tekstforfatter Benny Davis, der blev hans første store hit.
I 1923 fokuserede Conrad på scenen og skrev musikken til broadwayforestillingerne: The Greenwich Village Follies, Berry Lee, Kitty's Kisses og Americana.
I 1924 iscenesatte Longacre Theatre den lille musical Moonlight med musik af Conrad og William B. Friedlander. Året efter blev Conrad og Friedlanders Mercenary Mary præsenteret på Longacre.
I 1929 flyttede Conrad til Hollywood efter han havde tabt alle sine penge på mislykkedes forestillinger. Han arbejdede derefter på film som: Fox Follies 1929, Det muntre bageri, Continental og Sangen til livet.
Conrad vandt den første Oscar for bedste sang for "The Continental i 1935, sammen med Herb Magidson.
Han døde fire år senere i Van Nuys, Californien.
Efter sin død blev Conrad indlemmet i Songwriters Hall of Fame.